# Nachal Cejdata
Nachal Cejdata (hebrejsky: נחל צידתה) je krátké vádí v Dolní Galileji, v severním Izraeli.
Začíná na jihozápadních svazích hřbetu Ramat Porija, nedaleko obce Porija Neve Oved a jižně od města Tiberias. Pak směřuje k jihozápadu a rychle sestupuje do údolí Bik'at Javne'el. Míjí archeologickou lokalitu Churvat Cejdata (חרבת צידתה). Ústí cca 1 kilometr jižně od vesnice ha-Zor'im zleva do vádí Nachal Javne'el.